# Banda di Tambov
La Banda di Tambov o Lupi di Tambov (in russo Тамбовская преступная группировка?, Tambovskaja prestupnaja gruppirovka) è una grande banda di San Pietroburgo in Russia. Secondo alcune accuse fu organizzata a San Pietroburgo nel 1988 da due uomini dell'oblast' di Tambov, Vladimir Kumarin e Valerij Ledovskich. Kumarin, nonostante le accuse, nega di essere coinvolto nella fondazione della banda.

## Storia
L'organizzazione è molto attiva in Asia centrale per i suoi traffici di eroina, da dove si approvvigiona, in direzione dei paesi dell'Unione europea. Tra le altre attività sono state individuate le frodi finanziarie e il riciclaggio di denaro. Ha rapporti di collaborazione con l'organizzazione criminale russa Solncevskaja bratva.
Diventa famosa dopo il racconto di Aleksandr Nevzorov nel suo programma televisivo 600 seconds, molto popolare in Russia. Nel 1989 la banda si scontrò con la banda di Malyšev, un altro forte gruppo criminale di Leningrado. Nel 1990 molti membri tra cui Kumarin furono imprigionati per racket. Kumarin venne rilasciato nel 1993. Successivamente si allearono con i Malyšev per combattere contro la banda di Kazan' del Tatarstan.
Da quel momento la banda ha cominciato tante rapine un'attività di racket verso gli imprenditori, interessandosi in investimenti e nel commercio di carburante evolvendo in un'organizzazione criminale di stampo mafioso. Alcuni membri sono accusate di far parte della Duma e dell'assemblea legislativa di San Pietroburgo, e sembrerebbe abbiano contatti anche a Sydney in Australia attraverso Michail Klapanov.
Dal 1997 incrementa i suoi affari nel settore petrolifero, dell'acciaio, nella finanza e nei distretti portuali. Nel 1998 Kumarin diventa vicepresidente di Petersburg Fuel Company (PTK), la compagnia leader nel campo dei combustibili in città. Dall'autunno del 1999 la posizione della gang si deteriora nuovamente, Viktor Novosëlov fu ucciso da un'esplosione nella sua auto il 20 ottobre. Alcuni dei suoi membri più importanti furono arrestati o uccisi. Kumarin lasciò la sua posizione di vicepresidente di PTK.
Il 13 giugno 2008 la polizia spagnola arresta 20 membri del ramo spagnolo dell'organizzazione. Da indagini svolte sempre nel 2008 sono scaturiti nuovi arresti e la rilevazione del più grande sistema di riciclaggio di denaro del crimine russo. Secondo il procuratore bulgaro, più di un miliardo di euro di denaro fu riciclato attraverso una serie di transazioni finanziarie in Bulgaria e Estonia. Parte del denaro era della banda di Tambov, ricavato dal traffico di droga, dalla prostituzione e dal racket sulla protezione. Per la banda le operazioni di riciclaggio erano svolte da Elizabet Elena Von Messing e Dmitrij Abramkin.
La banda oggi include diverse centinaia di membri. Nell'agosto 2011 il ministro dell'interno russo Boris Gryzlov ha dichiarato che la banda di Tambov controlla fino a 100 imprese a San Pietroburgo, e 4 porti della Russia nord-occidentale: San Pietroburgo, Kaliningrad, Arcangelo e Murmansk.

## Presenza all'estero
- Australia
- Italia
- Germania
- Estonia
- Spagna